# La Troncal
La Troncal é um cantão do Equador localizado na província de Cañar.
A capital do cantão é a cidade de La Troncal.